# Мультифид

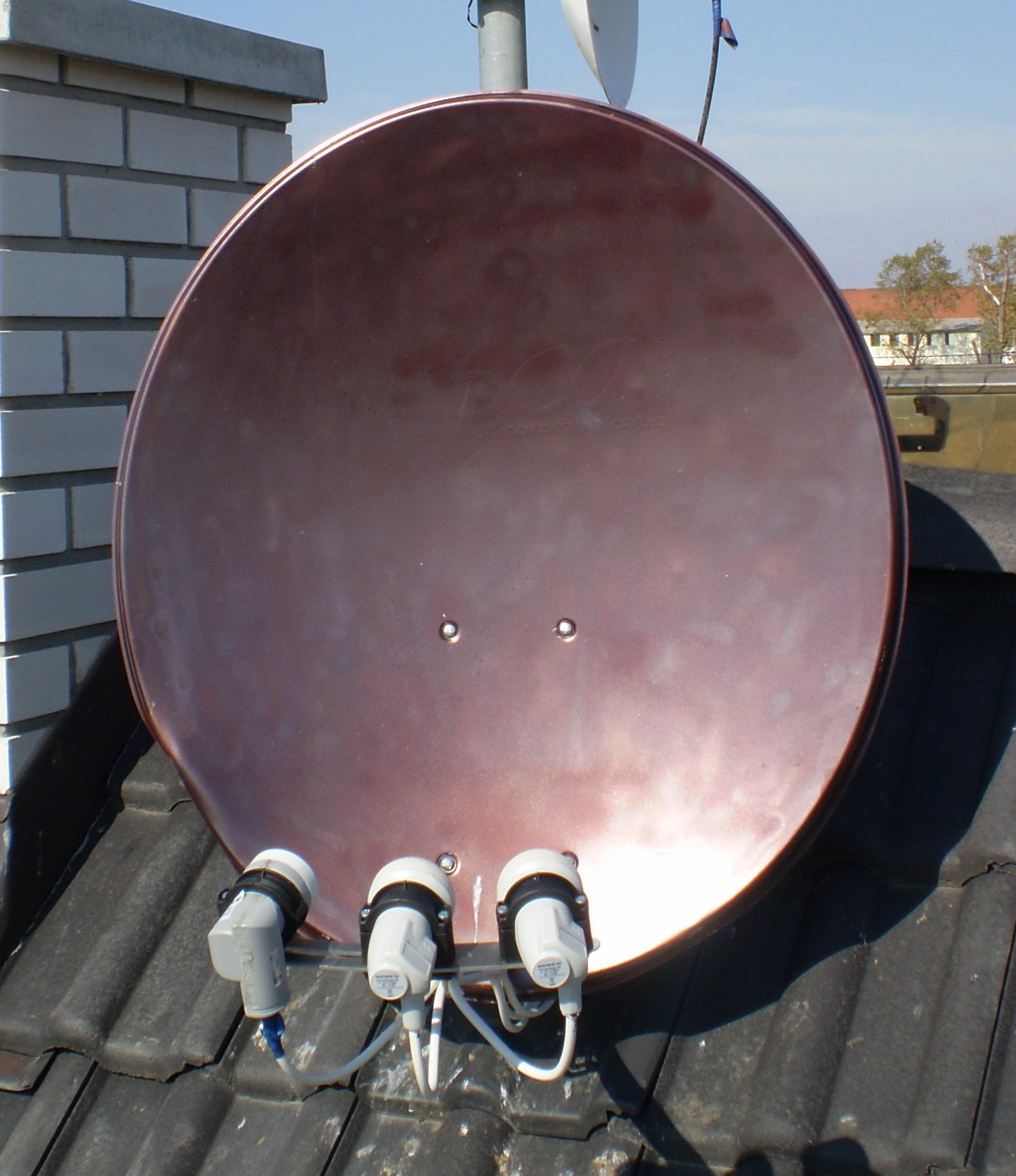
Мультифид для приёма сигнала с трёх спутников

Мультифид — совокупность устройств (в частности, конвертеров), предназначенных для приема сигнала от нескольких спутников на одну параболическую антенну. Мультифидом зачастую называют кронштейн, на котором крепятся дополнительные конвертеры.

## Назначение
Мультифид может применяться в случаях, когда прием сигналов от одного спутника не достаточен. Например на спутнике А есть хороший, недорогой интернет. На спутнике Б имеются несколько неплохих телевизионных каналов, которые вы хотели бы смотреть. На спутнике В транслируется пакет открытых радиостанций, которые вы хотели бы слушать. Или просто хочется смотреть каналы, которые распределены по 4 спутникам. При этом имеется только одна параболическая спутниковая антенна. Установив дополнительные головки можно одной антенной принимать сигналы с нескольких соседних спутников.

## Конструкция
Мультифид состоит, как правило из одной антенны, нескольких (зависит от желаемого числа спутников) конвертеров и коммутатора(ов).
Конвертер — устройство, монтируемое на спутниковую антенну и предназначенное для приема спутниковых сигналов.
В конвертере происходит преобразование частоты сигнала — она становится ниже и, следовательно, пригодна для передачи по коаксиальному кабелю к спутниковому дешифратору (ресиверу).
Крепёж — Набор деталей для установки конвертера в месте максимального приёма.
DiSEqC — предназначен для выбора и переключения приемного входа ресивера на заданный конвертер. Переключение осуществляется по протоколу DISEQ. Коммутатора может и не быть, в этом случае используется ресивер с двумя и более приемными входами, каждый конвертер подключается к своему входу непосредственно.

#### Положение конвертера
Общеизвестно, что угол отражения равен углу падения. То есть, сигнал идущий от спутника, находящегося на геостационарной орбите правее (западнее), сфокусируется левее
от основной фокусной оси спутниковой антенны (если смотреть со стороны антенны) и наоборот, если сигнал приходит от находящегося левее (восточнее) спутника, то он сфокусируется
— справа от основной фокусной оси. Аналогично с положением выше-ниже.

#### Смещение конвертеров в мультифиде
Смещение конвертеров в мультифиде как по горизонтали, так и по вертикали, можно точно рассчитать по формуле: {\displaystyle A=F\cdot sin|\alpha |}, где F — фокусное расстояние, |{\displaystyle \alpha }| - модуль разности азимутов или углов возвышения антенны при настройке на спутник А или Б.
Фокусное расстояние может быть взято из паспорта или рассчитано.
Фокусное расстояние для прямофокусных антенн вычисляется так: {\displaystyle F=D^{2}\left({\frac {1}{16d}}\right)}, где D — диаметр антенны, d — глубина антенны.

## Ограничения

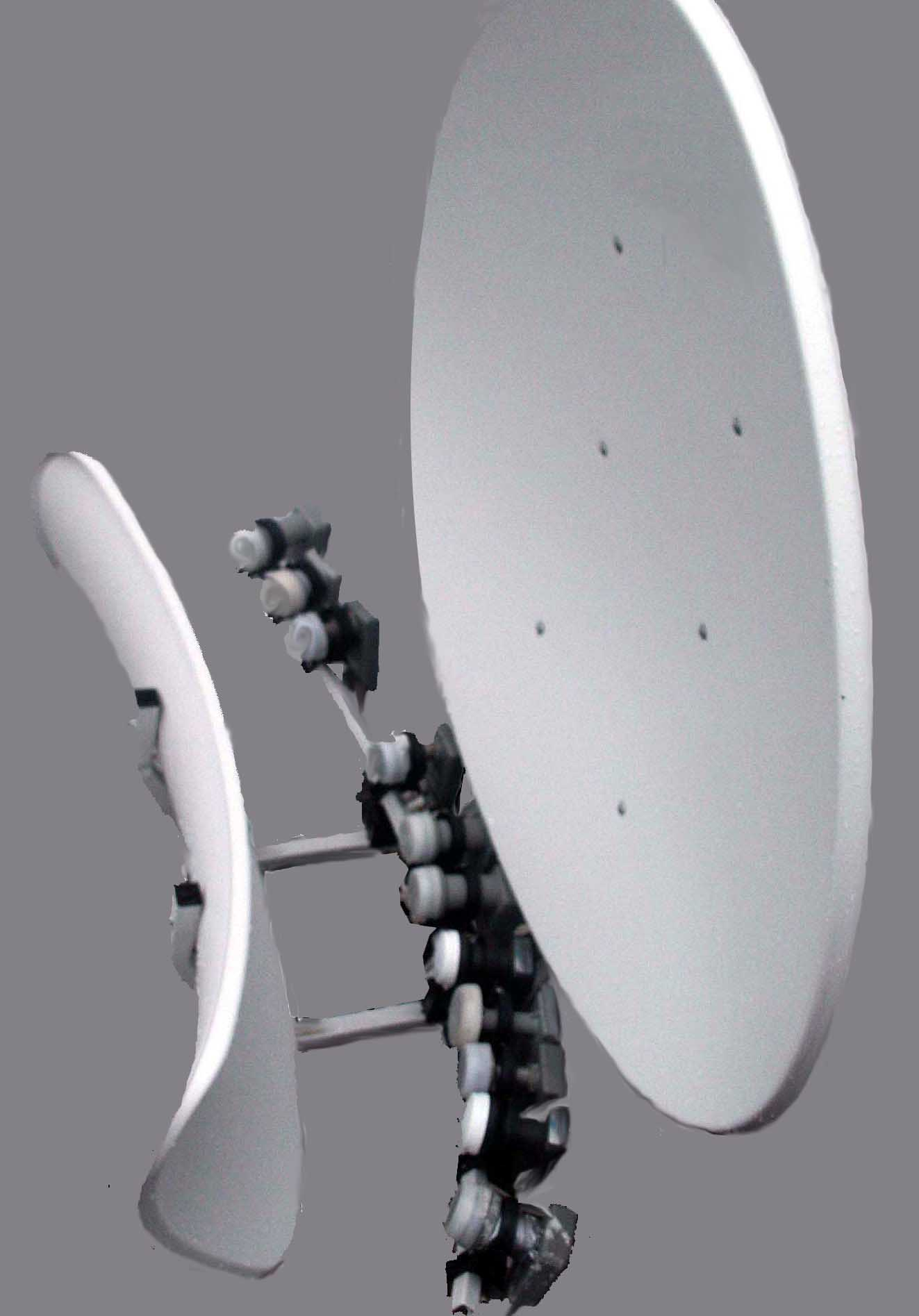
Тороидальная спутниковая антенна

Невозможно принимать на мультифид бесконечное число спутников. Прием на мультифид возможен, если угловое расстояние между спутниками составляет не более 10-20° — чем больше угол, тем слабее сигнал (меньше активная площадь отражателя, больше расфокусировка).
Вторым фактором ограничивающим прием на мультифид, является орбитальная близость спутниковых позиций — конвертеры просто не смогут уместиться рядом. Для преодоления данной проблемы применяются узкие конвертеры с малым диаметром облучателя.
Для увеличения числа принимаемых спутников без значительного снижения мощности принимаемого сигнала используются специальные антенны (например, двухзеркальные тороидальные антенны).